# Gunung Alur Baru
Gunung Alur Baru är ett berg i Indonesien.   Det ligger i provinsen Aceh, i den västra delen av landet, 1 700 km nordväst om huvudstaden Jakarta. Toppen på Gunung Alur Baru är 1 290 meter över havet.
Terrängen runt Gunung Alur Baru är huvudsakligen kuperad, men åt nordost är den bergig. Runt Gunung Alur Baru är det mycket glesbefolkat, med 4 invånare per kvadratkilometer. I omgivningarna runt Gunung Alur Baru växer i huvudsak städsegrön lövskog.